# Sarah Poewe
Sarah Poewe (n. 3 martie 1983, Cape Town, Africa de Sud) este o înotătoare ce a reprezentat Africa de Sud, medaliată olimpică. A participat la 4 ediții ale Jocurilor Olimpice (2000, 2004, 2008, 2012) în care a câștigat o medalie de bronz.